# Dirka po Italiji 1995
Dirka po Italiji 1995 (italijansko Giro d'Italia 1995) je 78. izvedba dirke po Italiji, tritedenske moške cestne kolesarske etapne dirke. Začela se je 13. maja v Perugii in končala 4. junija v Milanu. Sodelovalo je 198 kolesarjev iz 22-ih ekip. Rožnato majico je prvič osvojil Tony Rominger (Mapei–GB–Latexco), drugo mesto Jevgenij Berzin, tretje pa Pjotr Ugrumov (oba Gewiss–Ballan). Vijolično in modro majico je osvojil Tony Rominger, zeleno majico pa Mariano Piccoli (Brescialat–Fago).

## Ekipe
- Aki–Gipiemme
- Amore & Vita–Galatron
- Banesto
- Brescialat–Fago
- Carrera Jeans–Tassoni
- Castellblanch
- Castorama
- Refin
- Festina–Lotus
- Gewiss–Ballan
- Kelme–Sureña
- Lampre-Panaria
- Mapei–GB–Latexco
- Mercatone Uno–Saeco
- MG Maglificio–Technogym
- Navigare–Blue Storm
- ONCE
- Polti–Granarolo–Santini
- Sicasal–Acral
- Team Telekom
- TVM–Polis Direct
- ZG Mobili–Selle Italia

## Etape
| Etapa | Datum    | Štart/Cilj                                 | Razdalja    | Tip         | Tip                  | Zmagovalec               |             |
| ----- | -------- | ------------------------------------------ | ----------- | ----------- | -------------------- | ------------------------ | ----------- |
| 1     | 13. maj  | Perugia – Terni                            | 205 km      |             | gorska etapa         | Mario Cipollini (ITA)    |             |
| 2     | 14. maj  | Foligno – Assisi                           | 19 km       |             | posamični kronometer | Tony Rominger (SUI)      |             |
| 3     | 15. maj  | Spoleto – Marotta                          | 161 km      |             | ravninska etapa      | Mario Cipollini (ITA)    |             |
| 4     | 16. maj  | Mondolfo – Loreto                          | 192 km      |             | gorska etapa         | Tony Rominger (SUI)      |             |
| 5     | 17. maj  | Porto Recanati – Tortoreto                 | 182 km      |             | gorska etapa         | Filippo Casagrande (ITA) |             |
| 6     | 18. maj  | Trani – Taranto                            | 165 km      |             | ravninska etapa      | Nicola Minali (ITA)      |             |
| 7     | 19. maj  | Taranto – Terme Luigiane                   | 216 km      |             | gorska etapa         | Maurizio Fondriest (ITA) |             |
| 8     | 20. maj  | Acquappesa – Massiccio del Sirino          | 209 km      |             | gorska etapa         | Laudelino Cubino (ESP)   |             |
| 9     | 21. maj  | Terme La Calda – Salerno                   | 165 km      |             | ravninska etapa      | Rolf Sørensen (DEN)      |             |
| 10    | 22. maj  | Telese Terme – Maddaloni                   | 42 km       |             | posamični kronometer | Tony Rominger (SUI)      |             |
|       | 23. maj  | dan počitka                                | dan počitka | dan počitka | dan počitka          | dan počitka              | dan počitka |
| 11    | 24. maj  | Pietrasanta – Il Ciocco                    | 175 km      |             | gorska etapa         | Enrico Zaina (ITA)       |             |
| 12    | 25. maj  | Borgo a Mozzano – Cento                    | 195 km      |             | ravninska etapa      | Ján Svorada (SVK)        |             |
| 13    | 26. maj  | Pieve di Cento – Rovereto                  | 218 km      |             | gorska etapa         | Pascal Richard (SUI)     |             |
| 14    | 27. maj  | Trento – Schnals                           | 240 km      |             | gorska etapa         | Oliverio Rincón (COL)    |             |
| 15    | 28. maj  | Schnals – Lenzerheide (Švica)              | 185 km      |             | gorska etapa         | Mariano Piccoli (ITA)    |             |
| 16    | 29. maj  | Lenzerheide (Švica) – Treviglio            | 224 km      |             | gorska etapa         | Giuseppe Citterio (ITA)  |             |
| 17    | 30. maj  | Cenate Sotto – Selvino                     | 43 km       |             | posamični kronometer | Tony Rominger (SUI)      |             |
| 18    | 31. maj  | Stradella – Santuario di Vicoforte         | 221 km      |             | ravninska etapa      | Denis Zanette (ITA)      |             |
| 19    | 1. junij | Mondovì – Pontechianale                    | 130 km      |             | gorska etapa         | Pascal Richard (SUI)     |             |
| 20    | 2. junij | Briançon (Francija) – Gressoney-Saint-Jean | 208 km      |             | gorska etapa         | Sergij Ušakov (UKR)      |             |
| 21    | 3. junij | Pont-Saint-Martin – Luino                  | 190 km      |             | gorska etapa         | Jevgenij Berzin (RUS)    |             |
| 22    | 4. junij | Luino – Milano                             | 148 km      |             | ravninska etapa      | Giovanni Lombardi (ITA)  |             |
|       | Skupaj   | Skupaj                                     | 3736 km     | 3736 km     | 3736 km              | 3736 km                  | 3736 km     |

## Razvrstitev po klasifikacijah
| Etapa  | Zmagovalec         | Rožnata majica · | Vijolična majica · | Zelena majica ·  | Ekipno po času          |
| ------ | ------------------ | ---------------- | ------------------ | ---------------- | ----------------------- |
| 1      | Mario Cipollini    | Mario Cipollini  | Mario Cipollini    | Giuseppe Guerini | Mercatone Uno–Saeco     |
| 2      | Tony Rominger      | Tony Rominger    | Rolf Sørensen      | Giuseppe Guerini | Lampre-Panaria          |
| 3      | Mario Cipollini    | Tony Rominger    | Mario Cipollini    | Mariano Piccoli  | Lampre-Panaria          |
| 4      | Tony Rominger      | Tony Rominger    | Mario Cipollini    | Mariano Piccoli  | Lampre-Panaria          |
| 5      | Filippo Casagrande | Tony Rominger    | Mario Cipollini    | Mariano Piccoli  | Brescialat–Fago         |
| 6      | Nicola Minali      | Tony Rominger    | Mario Cipollini    | Mariano Piccoli  | Brescialat–Fago         |
| 7      | Maurizio Fondriest | Tony Rominger    | Mario Cipollini    | Mariano Piccoli  | Brescialat–Fago         |
| 8      | Laudelino Cubino   | Tony Rominger    | Mario Cipollini    | Mariano Piccoli  | MG Maglificio–Technogym |
| 9      | Rolf Sørensen      | Tony Rominger    | Mario Cipollini    | Mariano Piccoli  | MG Maglificio–Technogym |
| 10     | Tony Rominger      | Tony Rominger    | Tony Rominger      | Mariano Piccoli  | Gewiss–Ballan           |
| 11     | Enrico Zaina       | Tony Rominger    | Tony Rominger      | Mariano Piccoli  | Gewiss–Ballan           |
| 12     | Ján Svorada        | Tony Rominger    | Tony Rominger      | Mariano Piccoli  | Gewiss–Ballan           |
| 13     | Pascal Richard     | Tony Rominger    | Tony Rominger      | Mariano Piccoli  | Gewiss–Ballan           |
| 14     | Oliverio Rincón    | Tony Rominger    | Tony Rominger      | Mariano Piccoli  | Gewiss–Ballan           |
| 15     | Mariano Piccoli    | Tony Rominger    | Tony Rominger      | Mariano Piccoli  | Gewiss–Ballan           |
| 16     | Giuseppe Citterio  | Tony Rominger    | Tony Rominger      | Mariano Piccoli  | Gewiss–Ballan           |
| 17     | Tony Rominger      | Tony Rominger    | Tony Rominger      | Mariano Piccoli  | Gewiss–Ballan           |
| 18     | Denis Zanette      | Tony Rominger    | Tony Rominger      | Mariano Piccoli  | Gewiss–Ballan           |
| 19     | Pascal Richard     | Tony Rominger    | Tony Rominger      | Mariano Piccoli  | Gewiss–Ballan           |
| 20     | Sergij Ušakov      | Tony Rominger    | Tony Rominger      | Mariano Piccoli  | Gewiss–Ballan           |
| 21     | Jevgenij Berzin    | Tony Rominger    | Tony Rominger      | Mariano Piccoli  | Gewiss–Ballan           |
| 22     | Giovanni Lombardi  | Tony Rominger    | Tony Rominger      | Mariano Piccoli  | Gewiss–Ballan           |
| Skupaj | Skupaj             | Tony Rominger    | Tony Rominger      | Mariano Piccoli  | Gewiss–Ballan           |

## Končna razvrstitev
| Legenda | Legenda                                  | Legenda | Legenda                                       |
| ------- | ---------------------------------------- | ------- | --------------------------------------------- |
|         | Predstavlja vodilnega v skupnem seštevku |         | Predstavlja vodilnega v razvrstitvi Intergiro |
|         | Predstavlja vodilnega po točkah          |         | Predstavlja vodilnega v gorski razvrstitvi    |